# 分散投資
分散投資（ぶんさんとうし、diversification）とは、投資金額を分散していくつかのものに投資する手法である。一つのものに投資するとなんらかの要因で投資対象の価値が下落した場合は投資資金がほとんどなくなってしまうので、そうしたリスクを軽減するために行われる投資手法である。主に、中長期の投資スタイルに向いている。また、複数の金融商品、株式、債券をパックにしたタイプのバランス型投資信託もある。

## 分散手法
主な、分散の手法は次のとおり。

### 時間的に分散する
投資する時間を分散する手法である。投資の基本は「安く買って、高く売る」のであるが、今買ったものがその後に値下がりするのか値上がりするのかは分からないため、「安く買う」のは事実上不可能である。そこで、1度に全ての資金を投入するのではなく、例えば毎月分割して資金を投入するなどの手法をとる。

### 投資先を分散する
株式に投資する場合、投資先の企業が潰れるとその株式の価値はなくなってしまう。そこで、1社の株式に全ての資金を投入するのではなく、複数の社の株式に分散して資金を投入する手法をとる。見込みのありそうな株式に分散してリターンを狙うスタイルと、値動きが逆になる株式、例えば輸出企業と輸入企業に分散するスタイルがある。前者のスタイルはミディアムリスク、後者のスタイルはローリスクである。

### 投資商品を分散する
債券が上がる時は株式が下がり、株式が上がる時は債券が下がる、など値動きが逆になる傾向を持つ投資商品を組み合わせる手法。このスタイルはローリスクである。
外貨預金と円預金、もしくは国内債券と外国債券に分散する手法もあり、為替変動によるリターンを狙えるほか、本来の金利でのリターンも期待できる。

## メリット
複数のものに投資することで1つの投資対象の価値が下がってもその1つの投資金額は全体に比べたら少ないので、あまり資産が減らない。また株式投資の場合は投資対象の倒産や上場廃止、外貨の場合はハイパーインフレーションなどの、決定的な事態によるダメージを軽減させる意味合いも持つ。
中長期間保持した場合、銀行金利を上回る程度のリターンを期待できる。

## デメリット
リスクが少ない代わりにリターンも少ない。また複数の分野・種類に投資する必要があるため、投資の販売手数料に多額の金額を必要とする。さらには自分の投資対象の運用状況を事細かに監視することも必要となり、資金を分散することに疑念の声を持つ投資家も多い。

## 例
金融では、非分散型ポートフォリオの例として、1銘柄のみを保有することが挙げられる。リスクが高い。1つの銘柄が1年で50％下落することは珍しくない。20銘柄からなるポートフォリオは、特に無作為に選ばれた銘柄であれば、それほど下落することはあまりない。 様々な業界、企業規模、資産タイプから銘柄を選択すれば、その業界、企業クラス、資産タイプのトレンドが緩和されるため、50％の下落の可能性は更に低くなる。異なる資産クラスやセクターのパフォーマンスは時間とともに変化する。これは、資産配分が均衡から外れている可能性があることを意味する。ポートフォリオのリバランスでは、パフォーマンスの良い資産の一部を売却し、パフォーマンスの悪い資産を買い増す。。
1970年代半ば以降、アジアやラテンアメリカの新興市場が提供する高い収益率を一部取り込みつつ、ポートフォリオ全体のリスクを削減することで、地理的分散が大規模機関投資家により高いリスク調整後リターンをもたらすという主張もなされてきた。

## 分散投資量
分散している銘柄とそうでない銘柄の数にマジックはない。見積もりは30件になることもあるが、厳選されたものであれば10件になることもある。これは、ジョン・エヴァンスとスティーブン・アーチャーの調査結果に基づいている。同様に、1985年に出版された本では、分散投資による最大の価値は、ポートフォリオの最初の15、20銘柄から得られると報告されている。
分散投資の利点を考えると、多くの専門家は「市場ポートフォリオ買い」とも呼ばれる最大限の分散投資を推奨している。このポートフォリオを定義するのは容易ではない。最も古い定義は、資本資産価格モデルに由来するもので、利用可能なすべての資産の比例シェアを購入することによって最大の分散が達成されると主張している。